# خوسيه فرنسيسكو غيرا
خوسيه فرنسيسكو غيرا (بالإسبانية: José Francisco Guerra)‏ هو مبارز بالسيف إسباني، ولد في 22 يونيو 1968 في برلين في ألمانيا.

## وصلات خارجية
- خوسيه فرنسيسكو غيرا على موقع اللجنة الأولمبية الدولية (الإنجليزية)
- خوسيه فرنسيسكو غيرا على موقع أوليمبيديا (الإنجليزية)
- خوسيه فرنسيسكو غيرا على موقع اللجنة الأولمبية الإسبانية (الإسبانية)